# Rock微處理器
微處理器是昇陽電腦曾經計劃開發的多线程、多核心微處理器。這個計劃中止於2010年。

## 微處理器構成
微處理器實現了指令集和用於SIMD的VIS指令集3.0版。
每個微處理器有4個微處理器組，每組中有四個微處理器核心，每個微處理器可以同時執行兩個執行緒，這樣一個微處理器可以有32個執行緒。採用全快取性記憶體來提供高密度，高速且可靠的記憶體系統。計劃中微處理器採用65 nm製程上達到2.3 GHz的工作頻率最大功耗大約250 W.

## 特殊功能
昇陽電腦在2005說明，講上具有一種Hardware Scout（硬體偵察）功能，是以多執行緒式的硬體線路設計讓具有預先提取（prefetching）的能力。

## 計劃取消
2010年一月27日甲骨文公司宣佈他們完成對對昇陽電腦的收購。同年四月5號，, , , ,  和 在第22屆的ACM的並行演算法與並行構架研討會上發表了題目為「嘗試採用硬體事務性記憶體來簡化並行執行演算法」(SPAA 2010)的論文。在四月5號，
和在並行演算法與並行構架研討會發表了題為「TLRW: 讀寫鎖的歸來」的論文
路透社在2010年的五月十二號報道了關於甲骨文公司的CEO勞倫斯·艾利森在收購昇陽電腦後，停止這個微處理器項目的理由。報道中參照他的話說：「這個微處理器有兩個明顯的缺點，他實在太慢了而且非常耗電。他燙到不得不放一個十二英寸的風扇上去。還繼續這個項目是瘋了。」 
1. ↑  Liang He; Harlan McGhan.  (PDF). Sun Microsystems, Inc. May 2005  [2007-12-03]. （原始内容 (PDF)存档于2008-07-06）.
2. ↑  Neal, Brian. . Ace's Hardware. March 24, 2003. （原始内容存档于September 13, 2006）.
3. ↑   (PDF). Sun Microsystems. 2008-08-26  [2021-03-09]. （原始内容 (PDF)存档于2012-02-19）.
4. ↑  Chaudhry, S.; Yip, S.; Caprioli, P; Tremblay, Marc. . IEEE Micro. 2005, 25 (3): 32  [2022-05-16]. doi:10.1109/MM.2005.49. （原始内容存档于2006-03-10）.
5. 1 2  . 2010  [2021-03-09]. （原始内容存档于2015-09-23）.
6. ↑  . 2010-04-05.
7. ↑  . 2010-04-05.
8. ↑  . Reuters. 2010-05-12  [2021-03-09]. （原始内容存档于2021-04-19）.